# Sociologie d'Internet

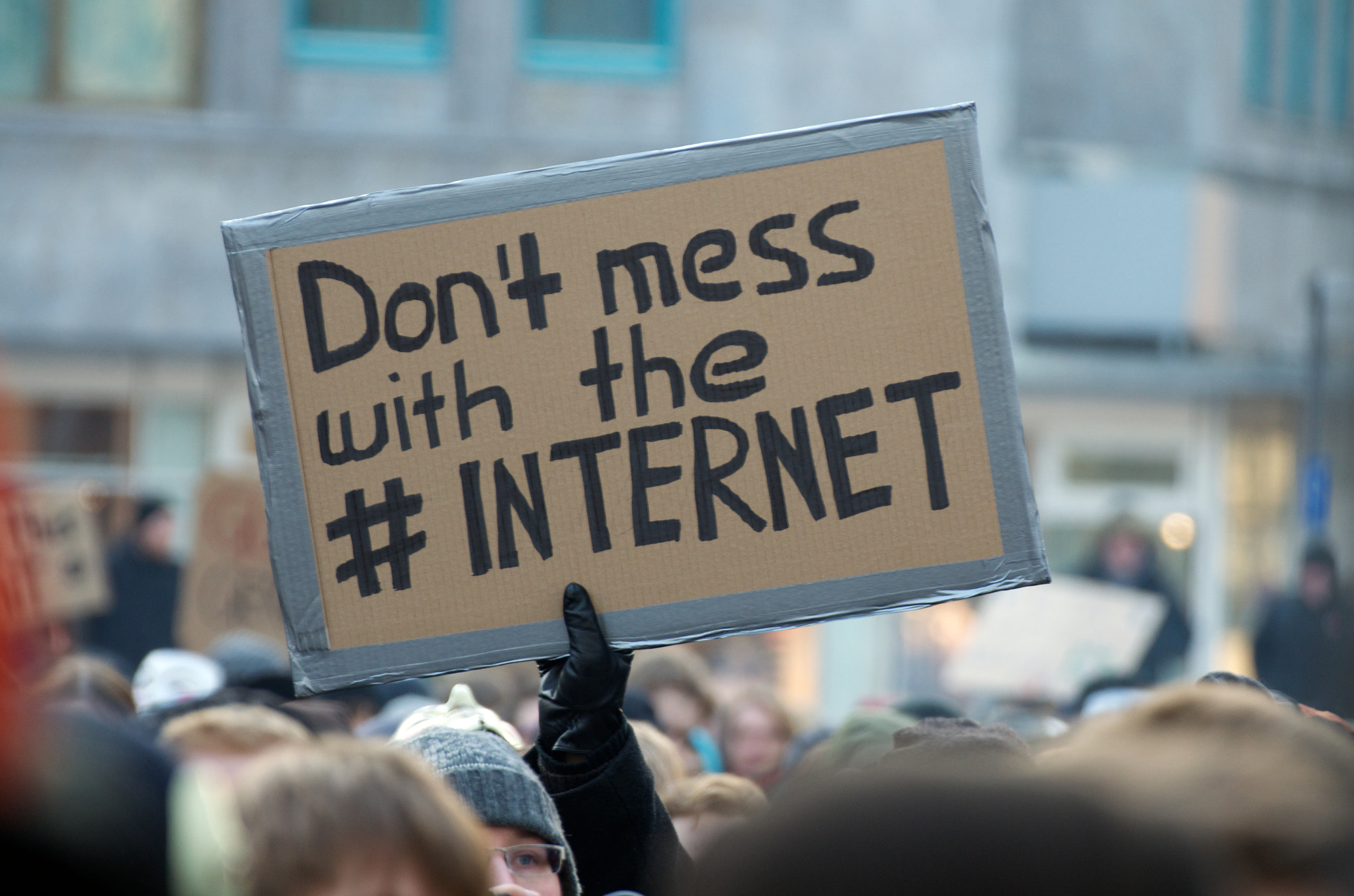
Pancarte "Don't mess with the internet"

La sociologie d'Internet implique l'application de la théorie et de la méthode sociologiques à Internet comme source d'information et de communication. La sociologie d'Internet est proche de la sociologie des sciences et des technologies. Elle est considérée par certains comme une sous-discipline de la sociologie du numérique.
Internet reste difficile à définir pour les sociologues. Une des définitions possibles est Difficile à définir. Une définition possible est: "l’ensemble des infrastructures qui permettent l'échange d'informations entre ordinateurs » .

## Internet et les sociologues
Alors que des chercheurs d'autres disciplines tentent d'analyser les activités en ligne depuis les années 1990, internet a longtemps été absent du débat sociologique plus large.
À quelques exceptions près, les sociologues français et américains se sont désintéressés du phénomène. Pour l'instant, la sociologie d’internet n'est pas un domaine bien défini et positionné dans le champ plus large de la sociologie. Bien que les travaux soient nombreux, ils se situent pour la plupart en marge du débat sociologique.
Internet présente un intérêt pour les sociologues comme sujet de recherche, mais également en tant qu'outil de recherche : par exemple grâce à des questionnaires en ligne plutôt qu'en papier, mais par ailleurs en accédant à de nouvelles données (archives numériques ou webscrapping).
La sociologie d'Internet peut analyser des communautés en ligne, leur transformation et 
Les communautés en ligne peuvent être étudiées statistiquement par le biais d'une analyse de réseau et simultanément interprétées qualitativement, par exemple, par l'ethnographie virtuelle, des données démographiques, des entretiens sociologiques, ou par l'interprétation de l'évolution des messages et des symboles dans les études des médias en ligne.

## Problématiques de recherche
Selon DiMaggio et al. (1999), la recherche sociologique de l'Internet se concentre sur les implications d'Internet dans cinq domaines : 
1. les inégalités (les enjeux de fracture numérique)
2. public et capital social
3. participation politique (les questions de la sphère publique, de la démocratie délibérative et de la société civile)
4. organisations et autres institutions économiques
5. participation culturelle et diversité culturelle.

## Socio-histoire d'Internet
Internet est un phénomène relativement nouveau.
Comme l'écrivait Robert Darnton, il s'agit d'un changement révolutionnaire qui « s'est produit hier ou avant-hier, selon la façon dont vous le mesurez ». Internet s'est développé à partir de l'ARPANET, datant de 1969.
Le terme est inventé en 1974. Le World Wide Web tel que nous le connaissons a été façonné au milieu des années 1990, lorsque l'interface graphique et les services comme le courrier électronique sont devenus populaires et ont atteint un public et un commerce plus larges (non scientifiques et non militaires). I
Internet Explorer a été lancé pour la première fois en 1995, Netscape un an plus tôt. Google a été fondé en 1998, Wikipédia en 2001 et Facebook, MySpace et YouTube au milieu des années 2000.